# Casa Presidencial de Trinidad y Tobago
La Casa Presidencial de Trinidad y Tobago (en inglés: President's House) es la residencia oficial del Presidente de Trinidad y Tobago, que se encuentra en la ciudad capital de Puerto España, en la isla de Trinidad, en el país caribeño de Trinidad y Tobago. Está al lado de los Jardines Botánicos Reales.
Un edificio anterior en el sitio, conocido como "The Cottage", había sido utilizado como residencia del Gobernador británico desde 1867. Esta residencia, reemplazada, fue reconstruida en 1876. La fachada de piedra caliza azul es local. El techo está cubierto con pizarra galesa del tipo Dutchess. El edificio contiene columnas victorianas y barandas con portales con arcos de estilo Victorianos italiano y las logias.
La casa fue utilizada como la residencia del Gobernador de Trinidad y Tobago desde abril de 1876 hasta 1958, cuando se convirtió en la residencia del Gobernador General de la Federación de las Indias Occidentales.
Trinidad y Tobago logró su independencia el 31 de agosto de 1962. A continuación, la casa fue utilizada como museo y galería de arte por un período, hasta que de nuevo se convirtió en la residencia de los gobernadores Generales.
Cuando Trinidad y Tobago se convirtió en una república en 1976, la casa del Gobernador General fue designada posteriormente como "The President's House" o "La casa del Presidente", y se convirtió en la residencia del Presidente de la República de Trinidad y Tobago.